# Frank Selvy
Franklin Delano Selvy dit Frank Selvy, né le 9 novembre 1932 à Corbin (Kentucky) et mort le 13 août 2024 à Simpsonville (Caroline du Sud)
,,, est un joueur américain professionnel de basket-ball, qui effectue une carrière en NBA dans les années 1950.

## Le match universitaire à 100 points
Surnommé The Corbin Comet, Frank Selvy est célèbre pour avoir inscrit 100 points lors d'une rencontre universitaire pour l'équipe de Caroline du Sud, l'Université Furman contre Newberry College le 13 février 1954. Il est le seul joueur de NCAA en Division I à avoir réussi cette performance. Le match s'est déroulé peu avant la fin de la dernière saison de Selvy en NCAA, l'entraîneur de Furman Lyles Alley a désigné ce match comme la « Frank Selvy Night ». Selvy termine alors meilleur marqueur du pays et finit dans la première équipe « All-America », deux performances qu'il avait déjà réussi la saison précédente. Ce match fut le premier à être retransmis en direct à la télévision en Caroline du Sud. Les instructions provenant de l'entraîneur Alley était simplement de donner le ballon à Selvy afin qu'il inscrive le plus de points possibles. Frank Selvy a inscrit 41 tirs sur 66 et 18 sur 22 aux lancers-francs, ses deux derniers points provenant d'un shoot désespéré du milieu de terrain au buzzer. (La rencontre s'est déroulée avant l'introduction de la ligne à trois-points; Selvy estimera plus tard qu'une douzaine de ses tirs inscrits ce jour-là serait comptabilisée comme des tirs à 3-points.)

## Carrière NBA
Frank Selvy fut sélectionné au premier rang de la draft 1954 par les Baltimore Bullets. Il jouera neuf saisons en National Basketball Association durant les années 1950 et au début des années 1960, interrompu par une période de trois ans à l'United States Army. Chez les professionnels, Selvy est connu pour son séjour chez les Los Angeles Lakers, en compagnie de Jerry West et Elgin Baylor. Il fut All-Star à deux reprises.

### Septième match des Finales NBA 1962
La plus célèbre rencontre de Selvy en NBA est probablement le 7e match des Finales NBA 1962 dans lequel Selvy rattrapa un déficit de quatre points face aux Boston Celtics dans la dernière minute du quatrième quart-temps. Selvy récupéra ensuite deux précieux rebonds et inscrivit deux paniers pour revenir à égalité à 100. Cependant, il échoua dans son match héroïque quand il rata un tir à 10 mètres au buzzer qui aurait offert le titre aux Lakers. Cela entraîna le match en prolongations, où les Celtics gagnèrent, le premier des six dans la rivalité Lakers-Celtics en huit saisons.
Malheureusement pour Selvy, ce tir manqué eut une grande portée que ce simple match puisque les Lakers perdirent en Finale face aux Celtics à chaque fois, ce qui a accru davantage la peine de Los Angeles qui avait une occasion en or, avec ce tir de Selvy, de mettre fin à cette série. (Les Lakers, qui jouait toujours à Minneapolis, ont perdu face aux Celtics lors des Finales NBA 1959, également.)
Pour l'anecdote, le joueur qui avait initialement la balle en main lors de cette ultime action était Rod «Hot Rod » Hundley et Hundley avait rêvé la nuit précédente que c'était lui qui donnerait la victoire à l'équipe. De plus, Hundley s'apprêtait à mener l'action, mais Selvy était mieux placé pour réaliser le tir; Hundley renonça à tirer et passa la balle. Mais Selvy manqua ce fameux tir, et par conséquent, on ne saura jamais si Hundley aurait pu offrir le titre à son équipe. Hundley appelle de temps en temps son ami Selvy, et quand celui-ci décroche, il lui dit: « Nice shot! » (Beau tir!) et raccroche.